# Liste des Anteils der Walisischsprachigen nach Region

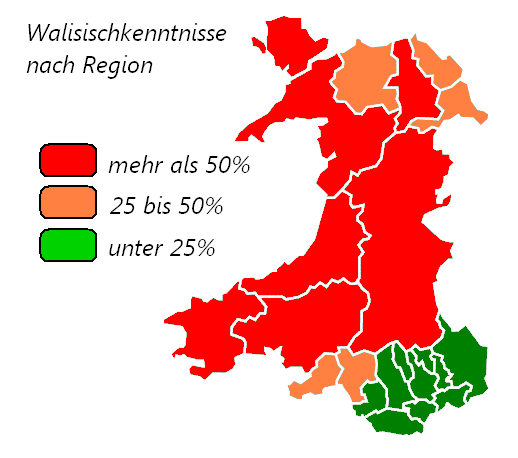
Anteil der Walisischsprecher in der Gesamtbevölkerung

Diese Liste zeigt die Verwaltungsgliederung von Wales und den dazugehörigen Prozentanteil der Bevölkerung mit Walisischkenntnissen in Wales, laut der Volkszählung Großbritanniens im Jahr 2011, an. Dabei wurden Walisischsprachige außerhalb Wales nicht berücksichtigt.
Der Zensus unterteilt die Kenntnisse folgendermaßen:
- versteht Walisisch (keine weiteren Fähigkeiten)
- spricht Walisisch, kann jedoch Walisisch nicht schreiben und lesen
- spricht und liest Walisisch, kann jedoch Walisisch nicht schreiben
- spricht, liest und schreibt Walisisch
- andere Kombination von Sprachfähigkeiten
- keine Kenntnisse des Walisischen

In dieser Tabelle wurden alle Antwortmöglichkeiten kombiniert bis auf "keine Kenntnisse des Walisischen"
| Rang | Region                           | Walisisch in % | Veränderung zu 2001 in % |
| ---- | -------------------------------- | -------------- | ------------------------ |
| 1    | Gwynedd                          | 86.3           | +10,2                    |
| 2    | Anglesey                         | 80.7           | +10,3                    |
| 3    | Ceredigion                       | 73.1           | +11,9                    |
| 4    | Powys                            | 69.9           | +39,8                    |
| 5    | Carmarthenshire                  | 69.0           | +5,1                     |
| 6    | Denbighshire                     | 56.6           | +20,6                    |
| 7    | Pembrokeshire                    | 50.8           | +21,4                    |
| 8    | Conwy County Borough             | 40.3           | +0,6                     |
| 9    | Wrexham County Borough           | 32.2           | +9,3                     |
| 10   | City and County of Swansea       | 30.0           | +7,5                     |
| 11   | Neath Port Talbot County Borough | 29.0           | +0,2                     |
| 12   | Flintshire                       | 27.7           | +6,3                     |
| 13   | Rhondda Cynon Taf                | 23.3           | +2,2                     |
| 14   | Merthyr Tydfil County Borough    | 21.1           | +3,4                     |
| 15   | City and County of Cardiff       | 20.0           | +3,7                     |
| 16   | Caerphilly County Borough        | 19.7           | +3,0                     |
| 17   | Bridgend County Borough          | 19.5           | −0,4                     |
| 18   | Torfaen                          | 19.3           | +4,8                     |
| 19   | Blaenau Gwent County Borough     | 18.5           | +5,2                     |
| 20   | Vale of Glamorgan                | 15.8           | −1,1                     |
| 21   | City of Newport                  | 15.5           | +2,1                     |
| 22   | Monmouthshire                    | 14.0           | +1,1                     |